# Junior Petanqui
Junior Petanqui (24 de julio de 1998) es un deportista canadiense que compite en boxeo. En los Juegos Panamericanos de 2023 consiguió una medalla de bronce en la categoría de 71 kg.

## Palmarés internacional
| Juegos Panamericanos | Juegos Panamericanos | Juegos Panamericanos | Juegos Panamericanos |
| Año                  | Lugar                | Medalla              | Categoría            |
| -------------------- | -------------------- | -------------------- | -------------------- |
| 2023                 | Santiago (Chile)     | Medalla de bronce    | 71 kg                |